# Delirious (luchador)
Hunter Johnston es un luchador profesional estadounidense, más conocido por su nombre en el ring de Delirious. Actualmente está luchó para Ring of Honor, International Wrestling Cartel, Chikara, Pro Wrestling Noah, y Jersey All Pro Wrestling. Él es también booker de Ring of Honor. En la actualidad, este trabaja para Impact Wrestling. Es conocido por sus payasadas más estrafalarias, como correr sin rumbo y gritando salvajemente cuando la campana suena, y hablar de manera laberíntica e incoherente en su mayoría. En la actualidad es la cabeza de Ring of Honor, mientras que también está en la escuela de lucha libre de la empresa.

## En lucha
- Movimientos finales
  - Bizarro Driver (Inside leg hook fisherman driver)[1][2]
  - Chemical Imbalance II (Double pumphandle wheelbarrow driver)[1][2]
  - Cobra Stretch (Bridging cobra clutch)[1][2]
  - Praying Mantis Bomb (Double underhook piledriver) – 2009–2010; adopted from UltraMantis Black
  - Shadows Over Hell (Independent circuit / ROH) / Shadows Over Heck (Chikara) (Diving splash to the back of a kneeling opponent)[1][2]

- Movimientos de firma
  - Banana Phone (Small package, with theatrics)[3]
  - Camel clutch[2]
  - Cobra clutch suplex[4]
  - Diving hurricanrana[1][2]
  - Headbutt[2]
  - In Vitro Fertilization (Overhead gutwrench backbreaker rack flipped into a cutter)[1]
  - Leaping clothesline, with theatrics[1][2]
  - Neverending Story (Multiple corner clotheslines)[2]
  - Panic Attack (Running high knee to the head of an opponent seated in the corner)[1][2]

- Apodos
  - "The Perfect Weapon" (Chikara)[5]

## Campeonatos y logros
- Central States Wrestling
  - CSW Cruiserweight Championship (1 vez)[2]

- Chikara
  - Campeonatos de Parejas (1 vez) – con Hallowicked[2]

- Independent Wrestling Association Mid-South
  - IWA Mid-South Light Heavyweight Championship (2 veces)[2][6]

- International Wrestling Cartel
  - IWC Super Indy Championship (2 veces)[2][7]

- NWA Midwest
  - NWA Midwest X Division Championship (1 vez)[2][8]

- NWA Wildside
  - Super Indy Tournament (2004)[2]

- Pro Wrestling Illustrated
  - Situado en el #88 de los PWI 500 en 2007[9]
  - Situado en el Nº215 en los PWI 500 de 2012[10]

- Ring of Honor
  - Survival of the Fittest (2006)[2][11]

- Other titles
  - ICW/ICWA Tex-Arkana Television Championship (5 veces)[2][12]

- - 2WWF Tag Team Championship (1 vez)-With Giselle von Wolf[13]